# ميك بورتر
ميك بورتر (بالإنجليزية: Mick Porter)‏ (19 مايو 1945 بستوك أون ترينت في المملكة المتحدة - ) هو لاعب كرة قدم بريطاني في مركز الهجوم. لعب مع بورت فايل ونادي أوزورتي تاون ‏.